# 3136 Anshan
För andra betydelser, se Anshan (olika betydelser).
3136 Anshan eller 1981 WD4 är en asteroid i huvudbältet som upptäcktes den 18 november 1981 av Purple Mountain-observatoriet i Nanjing, Kina. Den är uppkallad efter den kinesiska staden Anshan.
Asteroiden har en diameter på ungefär 9 kilometer.